# Peter Francis Hunt
Peter Francis Hunt (Somerset, Inglaterra; 1936) es un botánico y orquideólogo inglés.

## Biografía
Es un botánico especializado en orquídeas que ha trabajado durante un tiempo, como orquideólogo, en el Real Jardín Botánico de Kew.
Debido a la enorme cantidad de especies de la familia Orchidaceae, pero sobre todo a la ingente cantidad de híbridos que los horticultores presentan cada año, se hacía necesario un organismo y unas reglas para la descripción y registro de todas estas nuevas especies. Ya en 1889 se dieron los primeros pasos en Londres cuando las orquídeas que se mandaban a concursos y exposiciones, se establecía un "Orchid Committee" (Comité Floral) para su determinación y clasificación.
Pero no sería hasta el "14th World Orchid Conference and Show of Glasgow" de 1993 en el que sería admitida la propuesta de Peter F. Hunt de la "Society´s Registrar of Orchids" (Sociedad de Registro de Orquídeas), presentada anteriormente en el "British Orchid Council Congresses".
Peter F. Hunt en 1970, describió y estableció el género de orquídeas Kingidium P.F.Hunt, 1970, de la subfamilia Epidendroideae, Tribu Vandeae, subtribu Sarcanthinae. Este género lo componen cinco especies de orquídeas que se encuentran a lo largo del Asia tropical y son muy similares a Phalaenopsis en cultivo y en apariencia. Anteriormente este género era conocido como "Kingiella".
Ha descrito y reclasificado varias especies de orquídeas tal como :
- Dactylorhiza majalis (Rchb.) P.F.Hunt & Summerh. 1965

## Obra
- The Country Life book of orchids Hunt, P.Francis & Mary Griason. 1978
- The Orchid, American Orchid Society Hunt, P.Francis & Takashi Kijima. 1978
- The Orchid P.F.Hunt, Peerage Books. Londres. 1979
- "The Handbook on Orchid Nomenclature and Registration International Orchid Commission and Royal Horticultural Society" Greatwood, J., P.F.Hunt, P.J.Cribb & J.Stewart. Londres. 1985
- International Orchid Registrar P.F.Hunt, The Orchid Rewiew. 1990
- La abreviatura «P.F.Hunt» se emplea para indicar a Peter Francis Hunt como autoridad en la descripción y clasificación científica de los vegetales.[1]